# Подыдар
Подыдар (укр. Подидар) — село,
Чапаевский сельский совет,
Широковский район,
Днепропетровская область,
Украина.
Код КОАТУУ — 1225883310. Население по переписи 2001 года составляло 11 человек .

## Географическое положение
Село Подыдар находится на расстоянии в 1,5 км от сёл Отрадное и Кравцы.